# 카라반 (밴드)
카라반(Caravan)은 캔터베리에서 1968년 결성된 밴드이다. 와일드 플라워즈 출신의 멤버들이 중심이었다. 상업적 성공을 거두진 않았지만 캔터베리 신의 핵심적인 밴드였으며 사이키델릭 록과 재즈 등을 섞어 프로그레시브 록의 기반을 닦은 밴드이다.

## 초기
데이빗 싱클레어, 리차드 싱클레어, 파이 해스팅스, 리차드 코플란은 모두 와일드 플라워즈의 멤버였다. 그중 리차드는 일단 대학으로 돌아갔다가 나중에 음악계로 돌아오게 된다.. 로버트 와이어트가 밴드의 드럼과 보컬을 담당했고 그는 나중에 소프트 머신을 결성한다. 데이빗 싱클레어는 66년에 와일드 플라워즈에 들어왔고, 휴 호퍼는 밴드를 떠나는 등 여러 멤버 교체가 되는 사이에 와일드 플라워즈는 해산상태에 가까워졌으며 67년 말에 두개의 밴드가 만들어지는데 그것이 소프트 머신과 카라반이다.
싱클레어 형제와 코플란, 해스팅스는 68년에 카라반을 만들었다. 리차드 싱클레어는 "함께 연주하고, 함께 작곡하고, 함께 사는" 밴드를 하고싶었다고 말했다.. 밴드는 켄트에서 공간을 빌려 6개월 정도 함께 머물며 곡을 쓰기 시작했다. 카라반은 장비를 위한 돈이 좀 부족한 상태여서 소프트 머신이 지미 헨드릭스와 미국투어를 하고있을 동안 그들은 소프트 머신의 장비를 빌려쓰기도 했다. 계약기간이 끝나 집을 비워줘야 했을때는 동네 교회에서 연습하고 텐트에서 살기도 했다. 그들은 평론가 이언 랄피니의 관심을 끌어서,:4 미국의 레이블 버브 레코드와 연결이 되었다. 그리고 버브와 계약한 첫번째 영국 뮤지션이 되었다. 곧 1집 Caravan(1968)이 나왔는데 얼마 지나지 않아 버브가 영국사업을 철수하면서 이들과의 계약도 해지되고 만다.:3
런던에서 한참 연주하면서 그들은 매니저 테리 킹을 만났으며 데카 레코드의 데이빗 히치콕을 만나 그의 도움으로 데카와 계약을 하게 된다.:4 그래서 곧 2집 If I Could Do It All Over Again, I'd Do It All Over You (1970)을 녹음했다. 그들은 핑크 플로이드, 예스, 소프트 머신 등과 함께 대학가를 돌며 공연을 하고있었다.:5 여기 수록된 For Richard는 재즈 퓨전 영향을 크게 받은 이들의 스타일을 결정지은 곡이다.:7 싱글 Hello Hello는 그들이 탑 오브 더 팝스에 출연해 연주할 수 있는 기회를 선사해주었다.:9
카라반은 꾸준히 라이브를 하며 인기를 모았는데 그중엔 25만명을 앞에 두고 공연했던 몇몇 페스티벌도 있었다. 3집 In the Land of Grey and Pink (1971)는 비평적으로 성공한 앨범이었다. 작곡력도 좋아졌으며 리차드 싱클레어의 비중이 높아졌다. 그의 곡 Golf Girl은 이후 결혼하게 된 자신의 여자친구를 대상으로 만든 곡이다.:8 밴드는 For Richard의 호응이 좋았기 때문에 Nine Feet Underground같은 대곡을 다시 시도했다. 서로 다른 공연에서 녹음된 5개의 부분들을 스튜디오에서 조합해 앨범에 실었고 이후 그들 라이브의 단골 레퍼토리가 되었다.:9 앨범은 차트 진입에 실패했지만 꾸준히 재발매되었으며,:10 2011년의 스티븐 윌슨 믹스는 호평받았다. Nine Feet Underground는 70년대 초의 심야 FM 방송에서도 종종 나오곤 했다.
3집의 흥행 실패로 데카는 밴드에게 돈을 충분히 지급하지 않았다. 데이빗 싱클레어는 로버트 와이엇의 새 밴드 매칭 몰에 가입했다. 데이빗은 "모든 것이 조금 정체상태라 느꼈다. 합주를 하고싶었는데 카라반에서는 너무 불안정했다"고 회고한다.:11 헤이스팅스는 데이빗의 탈퇴가 밴드에 심각한 타격이었다고 기억한다.:5

## 중기
빈 자리는 리차드가 데려온 스티브 밀러로 채워졌다.:5 밴드의 스타일은 바뀌어야 했다. 해스팅스는 이전 음악 스타일이 좋았지만 리차드와 스티브는 좀 더 재즈록적인 연주를 원했다. 스티브 밀러가 데이빗 싱클레어처럼 연주하는 것은 스타일 차이가 너무컸다.:8 밴드는 새 앨범 Waterloo Lily (1972)를 녹음했으며 종종 게스트로 참여하던 지미 해스팅스의 도움을 받아 처음으로 오케스트레이션을 도입했다.:9 결국 밴드는 이 스타일을 유지하지 못하고 제네시스 (밴드)와의 합동공연 이후 갈라졌다. 리차드는 "파이 해스팅스와 리차드 코플란의 연주에 비해 스티브 밀러의 연주는 좀 늘어지는 감이 있어서 연주에 애를 먹곤 했다"고 말했다.:10
해스팅스와 코플란은 카라반을 계속했고 데이브 싱클레어는 73년에 다시 카라반으로 돌아왔다.
새 앨범 For Girls Who Grow Plump in the Night (1973)는 비평적으로 성공했고 리차드 없이도 밴드가 살아남을 수 있음을 보여주었다. 지미 해스팅스는 마틴 포드를 영입해 오케스트레이션 실험을 계속했으며 소프트 머신의 마이크 래틀리지가 게스트로 녹음을 도왔다. 라이브 앨범 Caravan and the New Symphonia (1974) 역시 마틴 포드의 오케스트레이션으로 작업되었다. 오케스트라의 지휘는 펭귄 까페 오케스트라의 리더인 사이몬 제프가 맡았다.
마이크 웨지우드의 가입 후 새 앨범 Cunning Stunts (1975)가 발매되어 영국차트 50위까지 올라갔으며 미국에선 124위까지 갔다. 데카와의 계약이 종료되었고 데이브 싱클레어는 다시 밴드를 탈퇴했다.
건반주자 얀 스첼하스가 가입해서 음악은 좀 더 주류 록음악에 가까워졌다. 밴드는 BTM 레코드와 계약하고 새 앨범 Blind Dog at St. Dunstans (1976)을 냈지만 반응은 미미했다. 이후 앨범 두장을 더 내고 밴드는 해산했다. 이후 는 각종 기록, 와 계약해 Better by Far (1977)을 내기도 했지만 결국 밴드는 해산되었다.

## 후기

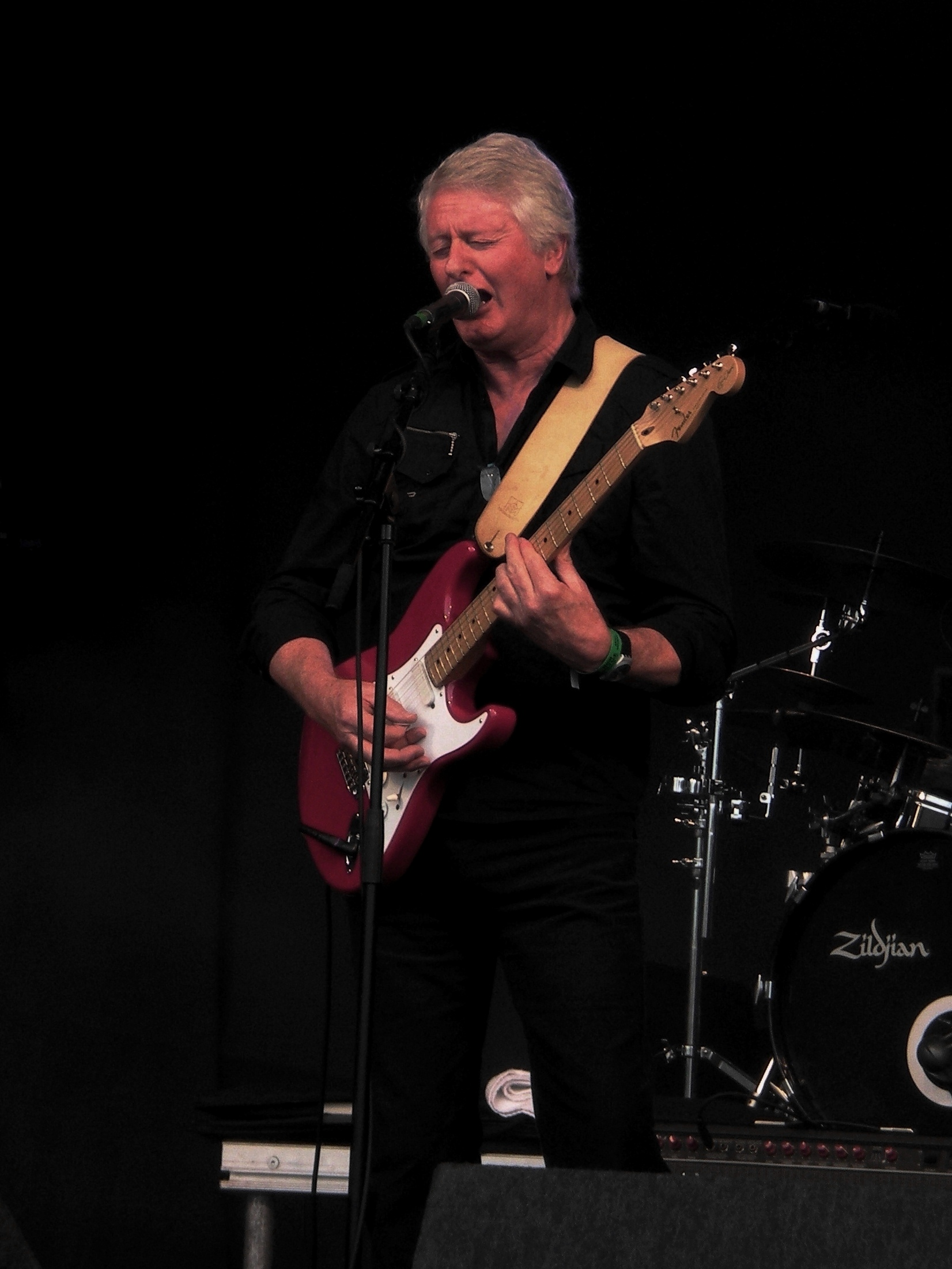
파이 해스팅스. 2011년의 하이 볼티지 페스티벌

카라반은 80년대 내내 활동하지 않았고 90년에 TV쇼를 위해 한번 재결성했는데 그 재결성이 계속 이어졌다. 밴드는 공연을 계속하고 앨범 The Battle of Hastings in 1995.도 발매했다.
밴드는 방송에도 출연하고 연주 활동을 계속했다. 니어페스트 2002에 참여한 후, 앨범 The Unauthorized Breakfast Item album in 2003도 발매했다. 그리고 BBC 아카이브를 비롯해 수많은 라이브 앨범들을 재발매했다.
잠시 휴지기를 가진 뒤 파이 해스팅스는 2010년에 공연을 재개했다. 2013년에는 For Girls Who Grow Plump in the Night의 40주년 기념 공연을 가지기도 했다. 새 앨범 Paradise Filter (2013)도 발매되었다.
리차드 코플란은 2013년 12월 1일에 사망했다.

## 음악

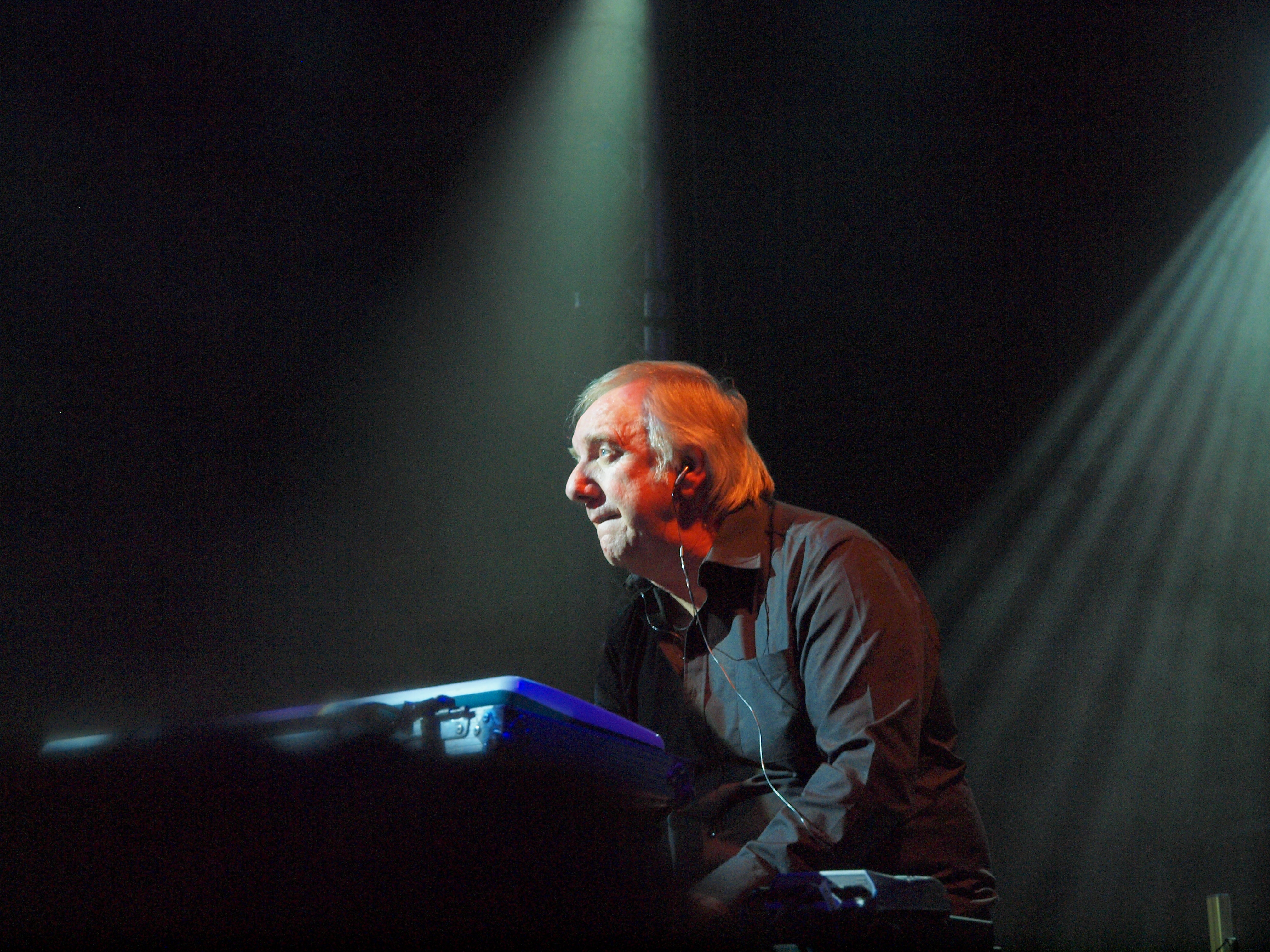
얀 스첼하스, 2012녀

카라반은 캔터베리 신을 대표하는 핵심 밴드이다. 음악적으로는 재즈 영향이 강했으며 가사는 독특하면서도 영국적이었다는 평가를 받았다. 리차드의 탈퇴 이후엔 파이 해스팅스가 밴드를 이끌었는데 좀 더 부드러운 팝 록에 가까워졌다. 대표적인 재즈록 밴드인 소프트 머신과 역사를 함께 하지만 카라반은 훨씬 멜로디가 강하며 포크적 전통에 가깝다. 그리고 유머러스하다. 주로 앨범 녹음을 중심으로 활동했지만 해스팅스는 음반사의도움이 있었다면 자신들도 팝 히트곡을 낼 수 있었다고 생각한다.
데이빗 싱클레어는 해먼드 오르간 사운드로 카라반 초기 사운드를 결정지었다. 이후 그는 신시사이저까지 관심을 넓혔다. 지미 해스팅스는 목관악기와 오케스트라를 담당했는데 이 역시 카라반의 대표적인 색채로 남았다.:9

## 음반 목록
- Caravan (1969)
- If I Could Do It All Over Again, I'd Do It All Over You (1970)
- In the Land of Grey and Pink (1971)
- Waterloo Lily (1972)
- For Girls Who Grow Plump in the Night (1973)
  - Caravan and the New Symphonia (1974)
  - Songs for Oblivion Fishermen (1998)
- Cunning Stunts (1975)
  - The Show of Our Lives – Caravan at the BBC 1968–1975 (2007)
- Blind Dog at St. Dunstans (1976)
- Better by Far (1977)
- The Album (1980)
- Back to Front (1982)
  - Live 1990 (1992)
- Cool Water (1994)
- The Battle of Hastings (1995)
- The Unauthorized Breakfast Item (2003)
- Paradise Filter (2013)
- It’s None of Your Business (2021)